# Мищенко, Алексей Леонидович
Алексей Леонидович Мищенко (род. 12 сентября 1988) — российский военнослужащий Росгвардии, Герой России.

## Биография
Родился 12 сентября 1988 года в селе Павловка (Угловский район). С 2006 года в рядах ВС РФ, курсант Новосибирского военного института внутренних войск МВД России. Проходил службу в городе Минеральные Воды в 17-м отдельном отряде «Эдельвейс».
Участник нападения России на Украину. Указом президента РФ от 2022 года за «мужество и героизм, проявленные при исполнении воинского долга», майору присвоено звание Героя Российской Федерации со знаком особого отличия - медали «Золотая Звезда».

## Награды и премии
- Герой Российской Федерации (2022) ― за мужество и героизм, проявленные при исполнении воинского долга
- Медаль «За отвагу»
- Ведомственные медали Росгвардии